# Esporte Clube Poções
L'Esporte Clube Poções est un club brésilien de football basé à Poções dans l'État de Bahia.

## Palmarès
| Compétitions nationales | Compétitions régionales                                                                                           |
| ----------------------- | --- |
| - Néant                 | - Championnat de Bahia : - Vice-champion : 1996 et 1999 - Championnat de Bahia de D2 (pt) (1) : - Champion : 1993 |